# 라푼젤 그 이후 이야기
《라푼젤 그 이후 이야기》(영어: Tangled Ever After)는 2012년 공개된 미국의 단편 애니메이션 영화이다. 월트 디즈니 애니메이션 스튜디오가 제작하였으며, 2010년 공개된 《라푼젤》에 속편에 해당한다.